# Koklubb
Koklubb är ett skär i Åland (Finland). Det ligger i Skärgårdshavet eller Ålands hav och i kommunen Lemland i landskapet Åland, i den sydvästra delen av landet. Ön ligger omkring 11 kilometer söder om Mariehamn och omkring 270 kilometer väster om Helsingfors.
Öns area är 1,4 hektar och dess största längd är 210 meter i nord-sydlig riktning. Närmaste större samhälle är Mariehamn, 11,1 km norr om Koklubb.